# Resident Evil: Apocalypse
Pour les articles homonymes, voir Resident Evil (homonymie) et Apocalypse.
Série Resident Evil
Resident Evil
(2002) Resident Evil: Extinction
(2007)
Pour plus de détails, voir Fiche technique et Distribution.
Resident Evil: Apocalypse est un film d'horreur germano-britannico-franco-canado-américain réalisé par Alexander Witt, sorti en 2004.
Il fait suite à Resident Evil (2002) de Paul W. S. Anderson, libre adaptation de la série de jeux vidéo Resident Evil de Capcom. Contrairement au premier, ce deuxième film de la franchise cinématographique s'inspire davantage des jeux vidéo notamment de Resident Evil 3 et aussi certaines références à Resident Evil 2 et Resident Evil: Code Veronica.

## Synopsis
Sous un vieux manoir, est caché le Hive, laboratoire secret d'une grande compagnie de recherche biologique : Umbrella Corporation. Dans le Hive (« la Ruche » en français), les scientifiques de la compagnie Umbrella expérimentaient des armes biologiques, jusqu'au jour où une fiole contenant le virus T, renversée volontairement, contamina tous les employés du Hive, puis bientôt la majeure partie des habitants de Raccoon City, les transformant en zombies aux fonctions motrices primaires et soumis à leurs besoins primaires (nourriture...). Alice, une employée du service de sécurité de la compagnie, qui avait tenté de la trahir, fut capturée, puis emmenée dans un hôpital de Raccoon City, juste après avoir vu le dernier survivant du manoir, Matt, enlevé sous ses yeux.
Se réveillant après un laps de temps inconnu, elle s'échappe de ce lieu a priori désert pour découvrir l'horreur : la ville entière est en proie au même mal qui a rongé le Hive. Les habitants se zombifient les uns après les autres, des créatures infâmes rôdent dans le centre-ville à la recherche de victimes potentielles. Déjà, les autorités, poussées par Umbrella, décident de fermer les ponts permettant de sortir de Raccoon City, piégeant ainsi le reste de la population.
Pour Alice, il est temps de savoir ce qui se passe. Alice rencontrera d'autres survivants, ainsi que des membres d'une unité d'élite, appelée STARS. Leur but sera de s'échapper car la contamination avance à grands pas, et il ne restera bientôt plus de survivants. Malheureusement, Umbrella a ordonné le bouclage de Racoon, afin d'éviter que le virus ne s'échappe de la ville. La seule solution qui restera pour Alice et ses coéquipiers, est de retrouver la fille d'un membre important d'Umbrella, disparue alors qu'elle devait être extraite et mise en sécurité dès la connaissance de la contamination du Hive. En échange de cette recherche, ce membre important leur permettra de s'enfuir de Racoon, Umbrella ayant en effet l'intention d'exterminer l'ensemble de la population (aussi bien les zombies que les humains restants) de Raccoon City à l'aide d'un missile nucléaire pour arrêter le virus et détruire les preuves.
Alice sera aidée par Jill Valentine, membre des STARS, et par un groupe de commando comprenant Carlos Oliveira, envoyé en mission suicide par Umbrella, et quelques autres individus. La tâche sera rude, surtout que la compagnie responsable de ce carnage ne compte pas en rester là. Elle a envoyé son dernier soldat génétiquement modifié, le Nemesis, une immonde créature immense (qui se révèlera être Matt, le dernier survivant du Hive précédemment mentionné), équipé de matériel, dont une gatling et un lance-roquettes. Le Nemesis sera ensuite reprogrammé pour avoir comme objectif premier de tuer l'ensemble des commandos STARS, seul obstacle entre Umbrella et l'accomplissement de leur expérience "à grande échelle".

## Fiche technique
Sauf indication contraire, les informations mentionnées dans cette section peuvent être confirmées par la base de données cinématographiques IMDb,  présente dans la section « Liens externes ».
- Titre original et français : Resident Evil: Apocalypse
- Titre québécois : Resident Evil - L'apocalypse
- Réalisation : Alexander Witt
- Scénario : Paul W. S. Anderson, d'après les jeux vidéo Resident Evil de Capcom
- Musique : Jeff Danna
- Direction artistique : Nigel Churcher
- Décors : Paul D. Austerberry
- Costumes : Mary E. McLeod
- Photographie : Derek Rogers et Christian Sebaldt
- Son : Todd Beckett, Jeremy Cullan, Chris Dustin
- Montage : Eddie Hamilton
- Production : Paul W. S. Anderson, Don Carmody et Jeremy Bolt

Production exécutive : Dennis Chapman
Production déléguée : Bernd Eichinger, Samuel Hadida, Victor Hadida et Robert Kulzer
Production associée : Daniel S. Kletzky et Hiroyuki Kobayashi
- Sociétés de production[1] :
  - Canada : Impact Pictures
  - France : Davis Films[2]
  - Allemagne : avec la participation de Constantin Film, titulaire du droit d'auteur Constantin Film Ltd.
  - États-Unis : avec la participation de Screen Gems
- Sociétés de distribution :
  - Allemagne : Constantin Film Verleih
  - Royaume-Uni : Columbia TriStar Film Distributors
  - Canada : Alliance Atlantis Vivafilm
  - États-Unis, Japon : Columbia TriStar
  - France : Metropolitan Filmexport
  - Belgique : Paradiso
- Budget : 45 millions de $[3]
- Pays d'origine :  Allemagne,  Royaume-Uni,  France,  Canada,  États-Unis
- Langues originales : Anglais canadien, britannique, américain et anglais universel
- Format[4] : couleur (DeLuxe) - 35 mm - 2,39:1 (Cinémascope) (Panavision) - son DTS | Dolby Digital | SDDS | Dolby Atmos
- Genre : Action, horreur et science-fiction
- Durée : 94 minutes / 98 minutes (version longue)
- Dates de sortie[5] :
  - États-Unis, Québec : 10 septembre 2004
  - Japon : 11 septembre 2004
  - Allemagne : 23 septembre 2004
  - France, Belgique : 6 octobre 2004
  - Royaume-Uni : 8 octobre 2004
  - Suisse romande : 13 octobre 2004[6]
- Classification[7] :
  -  États-Unis : Interdit aux moins de 17 ans (certificat #41009) (R – Restricted) [Note 1].
  -  Canada (Ontario) : Les enfants de moins de 14 ans doivent être accompagnées d'un adulte (14A - 14 Accompaniment).
  -  Québec : 13 ans et plus (13+ / 13 years and over)[8].
  -  Royaume-Uni : Interdit aux moins de 15 ans (15 - Suitable only for 15 years and over)[9].
  -  Allemagne : Interdit aux moins de 18 ans (FSK 18).
  -  Japon : Sous la responsabilité des parents. (PG-12)[Note 2].
  -  France : Interdit aux moins de 12 ans (visa d'exploitation no 111356 délivré le 15 octobre 2004)[10],[11],[Note 3].

## Distribution
- Milla Jovovich (VF : Barbara Kelsch ; VQ : Élise Bertrand) : Alice Abernathy
- Sienna Guillory (VF : Françoise Cadol ; VQ : Camille Cyr-Desmarais) : Jill Valentine
- Oded Fehr (VF : Guillaume Lebon ; VQ : Manuel Tadros) : Carlos Oliveira
- Thomas Kretschmann (VF : Nicolas Marié ; VQ : Luis de Cespedes) : le major Timothy Cain
- Mike Epps (VF : Jean-Paul Pitolin ; VQ : Sylvain Hétu) : Lloyd Jefferson « L. J. » Wade
- Jared Harris (VF : Bernard Lanneau ; VQ : Pierre Auger) : Dr. Charles Ashford
- Sandrine Holt (VF : Juliette Degenne ; VQ : Viviane Pacal) : Terri Morales
- Sophie Vavasseur : Angela « Angie » Ashford
- Raz Adoti (en) (VF : Gilles Morvan ; VQ : Marc-André Bélanger) : le sergent Peyton Wells
- Iain Glen (VF : François Siener ; VQ : Daniel Picard) : Dr. Jason Isaacs[12]
- Matthew G. Taylor : Nemesis (en)
- Zack Ward (VF : Sylvain Lemarié ; VQ : Tristan Harvey) : Nicholai Ginovaef
- Stefan Hayes : Yuri Loginova
- Dave Nichols : le capitaine Henderson
- Geoffrey Pounsett : Angus Mackenzie
- Megan Fahlenbock : Marla Mapes
- Chris Benson : Lance Halloran
- Eric Mabius : Matthew Addison (flashback)
- Ben Moody : un zombie (caméo)
- Alexander Witt : le sniper d'Umbrella (caméo[13])
- Rocky Gray : un zombie (caméo[13])

## Production

### Développement
Occupé sur Alien vs. Predator, Paul W. S. Anderson cède ici son poste de réalisateur à Alexander Witt, qui avait jusqu'alors principalement officié comme réalisateur de la seconde équipe sur de nombreux films d'action. Paul W. S. Anderson reste cependant scénariste. Contrairement au premier film, il s'inspire des jeux vidéo de la série notamment Resident Evil 3 et aussi certaines références à Resident Evil 2 et Resident Evil: Code Veronica.
Le film s'intitule initialement Resident Evil: Nemesis, comme le jeu Resident Evil 3: Nemesis (1999). Cependant, le titre est changé en Resident Evil: Apocalypse après l'échec commercial de Star Trek : Nemesis (2002).
La production avait tout d'abord fait appel à l'actrice Natasha Henstridge pour tenir le rôle de Jill Valentine, mais cette dernière a dû décliner l'offre car elle avait d'autres engagements. Le rôle revient à Sienna Guillory.
Par ailleurs, le film devait inclure Claire Redfield, personnage principal du jeu Resident Evil: Code Veronica et également présent dans d'autres jeux. L'actrice Gina Philips est choisie pour l'incarner mais quitte finalement le projet. Elle est remplacée par Emily Bergl, qui quitte à son tour le film peu de temps avant le début du tournage. Sans actrice, le personnage est donc supprimé du scénario. Claire Redfield apparaitra finalement dans le film suivant, Resident Evil: Extinction (2007), sous les traits d'Ali Larter.
Dans le commentaire audio présent sur le DVD du film, Paul W. S. Anderson révèle que le rappeur Snoop Dogg devait initialement incarner L. J., mais il finalement quitté le projet et est remplacé par Mike Epps.

### Tournage
Alors que le premier film était majoritairement tourné en Allemagne, le tournage de Resident Evil: Apocalypse se déroule principalement en Ontario au Canada : à Toronto (notamment son hôtel de ville, le quartier d'Etobicoke, la Northern Secondary School, Booth Avenue Studios, Cinespace Film Studios, parc des expositions...), à Brampton, à Hamilton. Quelques scènes sont tournées dans la province du Manitoba (Winnipeg) ainsi qu'à Berlin. Il a lieu d'août à octobre 2003.

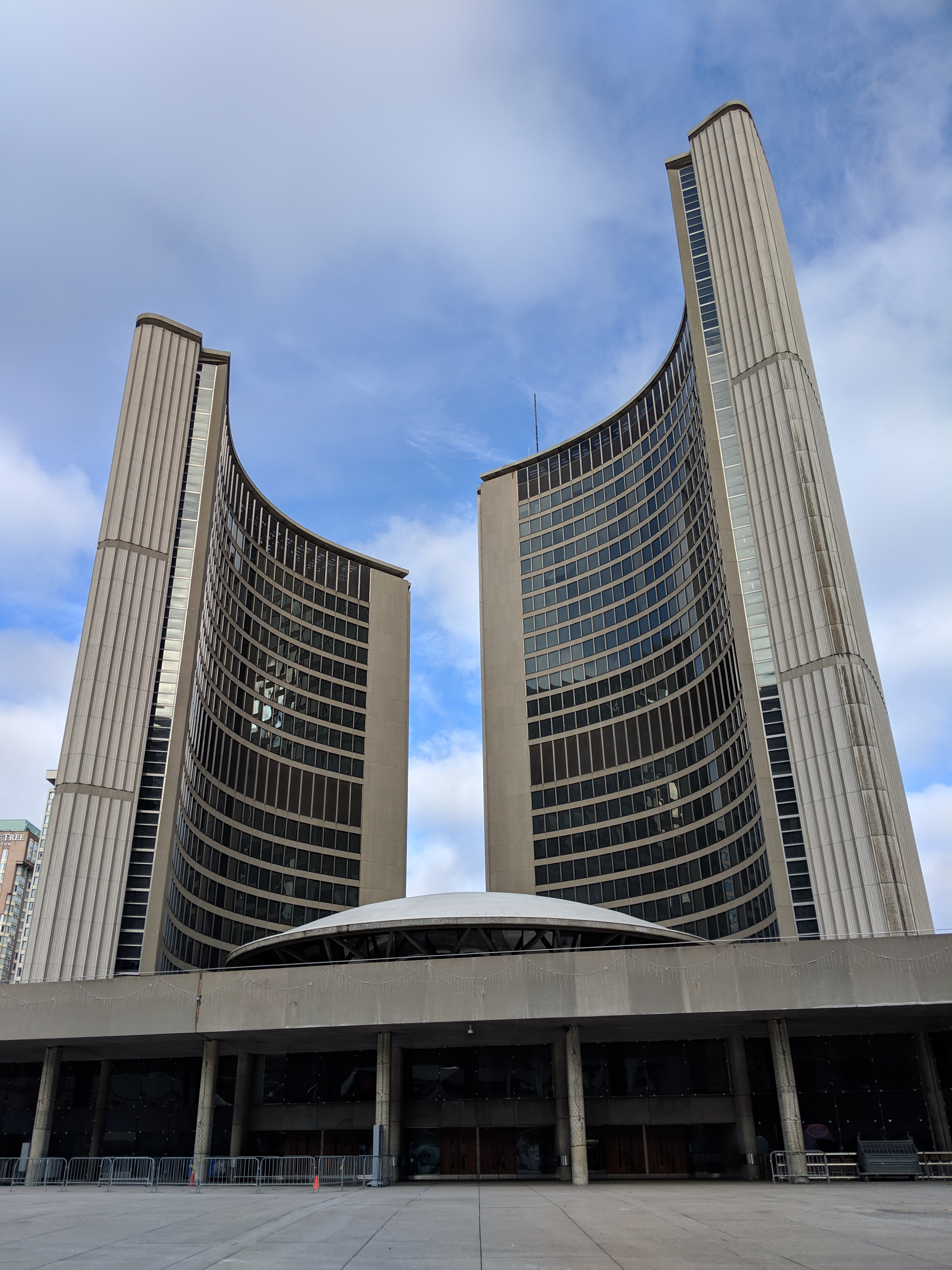
L'hôtel de ville de Toronto
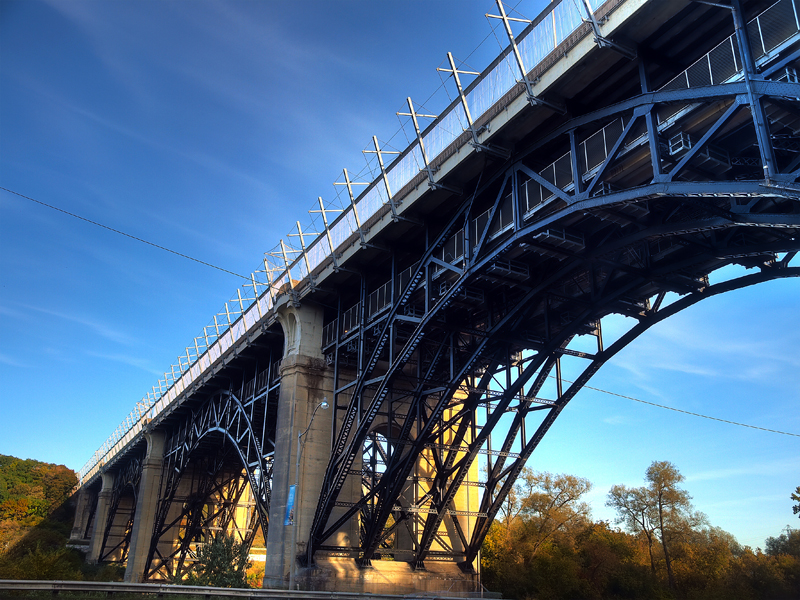
Le Prince Edward Viaduct de Toronto
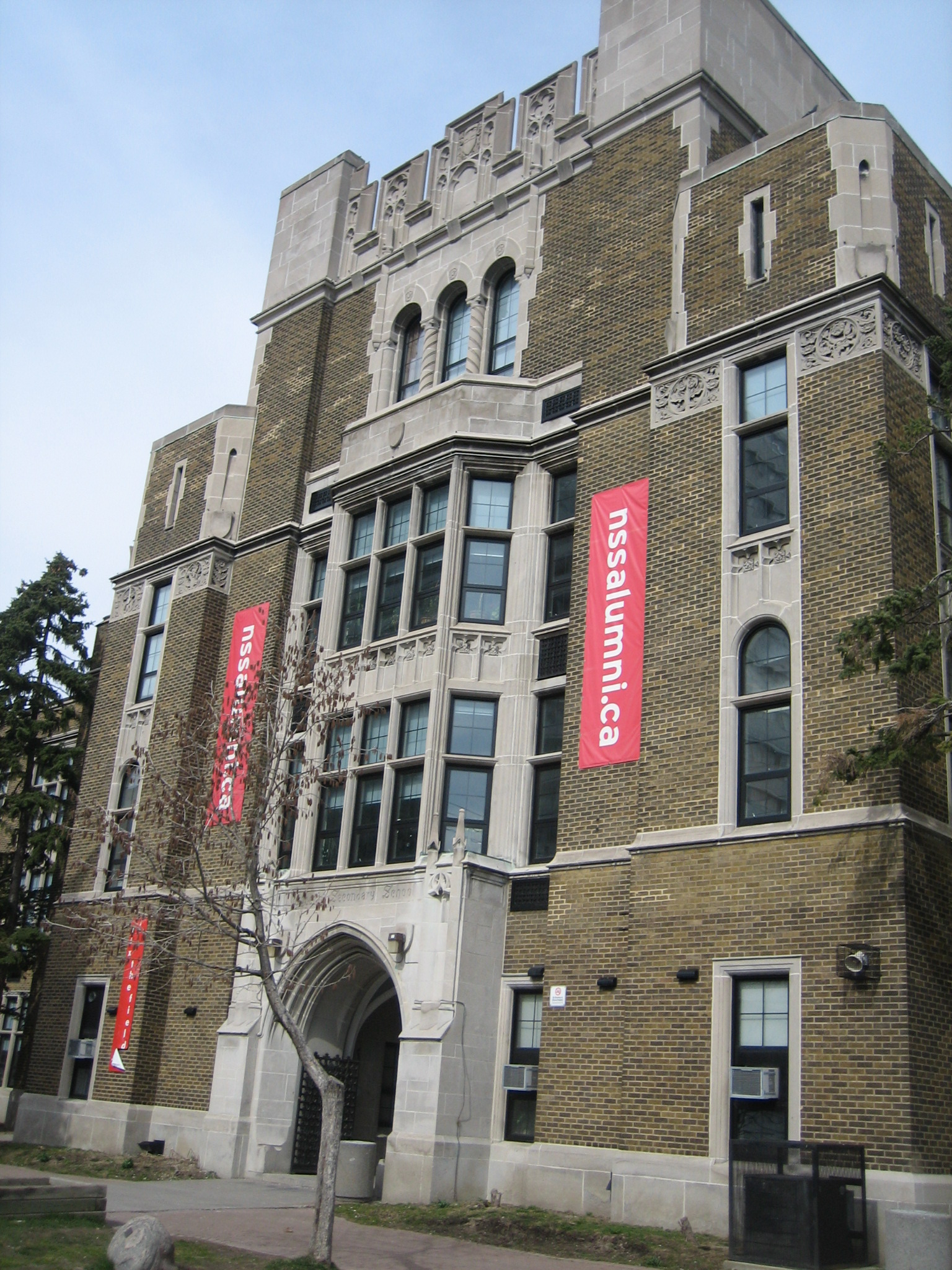
La Northern Secondary School de Toronto
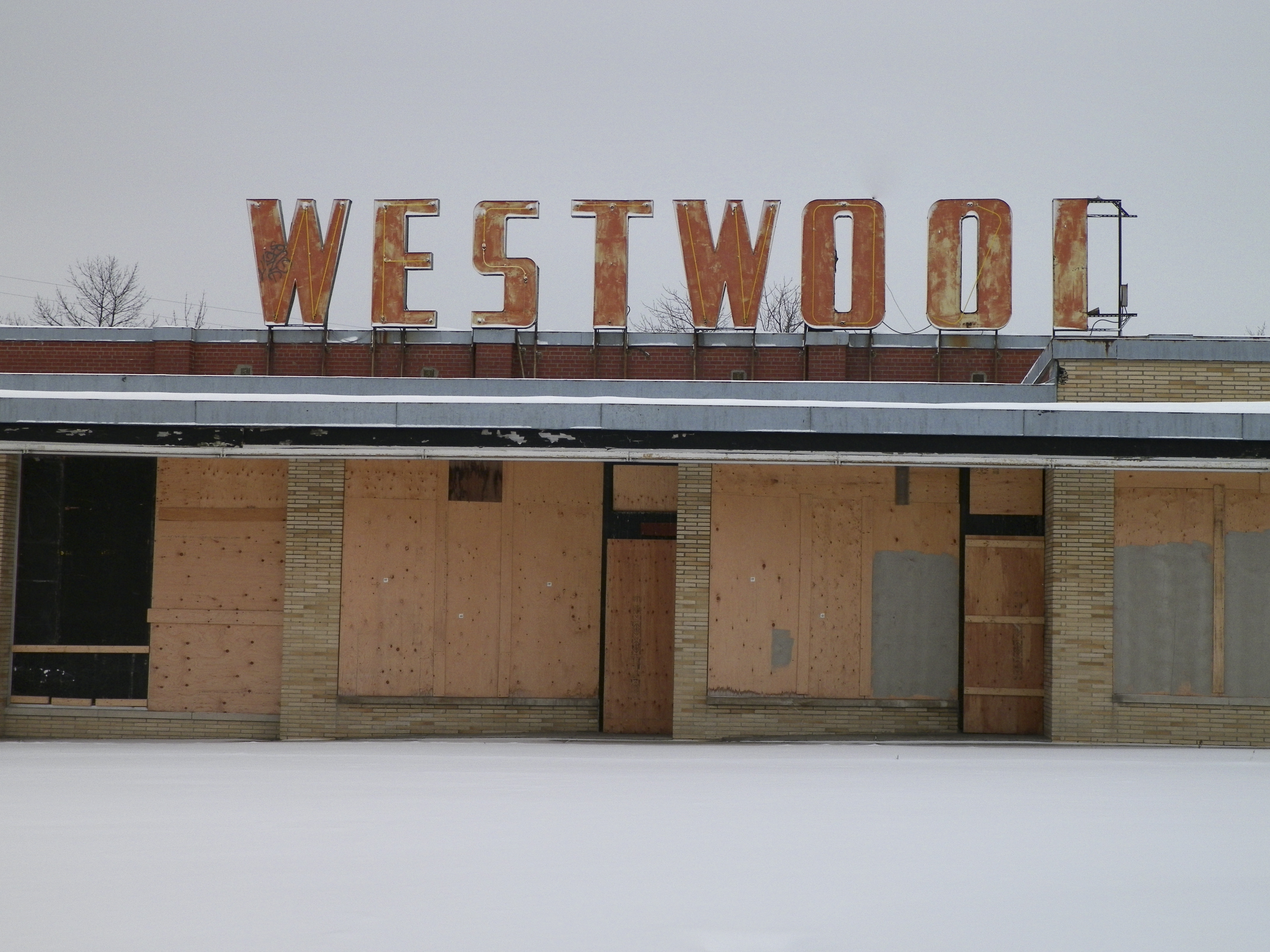
Le Westwood Theatre à Etobicoke

## Bande originale
Bandes originales de Resident Evil
Resident Evil
(2002) Resident Evil: Extinction
(2007)
La musique du film est composée par Jeff Danna et enregistrée avec l'Orchestre Philharmonia. Comme pour le premier film, l'album commercialisé par Roadrunner Records, contient également des chansons rock et electro inspirées par le film.
| 1.  | Vermilion                                                         | Slipknot          | 4:14 |
| 2.  | Just a Little                                                     | The Used          | 3:28 |
| 3.  | Us or Them                                                        | The Cure          | 4:10 |
| 4.  | Swamped                                                           | Lacuna Coil       | 4:00 |
| 5.  | The Outsider (Renholder Apocalypse Mix)                           | A Perfect Circle  | 5:27 |
| 6.  | The End of Heartache (thème principal du film et générique final) | Killswitch Engage | 4:05 |
| 7.  | Mein Teil                                                         | Rammstein         | 4:23 |
| 8.  | Digging Up the Corpses                                            | DevilDriver       | 3:52 |
| 9.  | Nymphetamine                                                      | Cradle of Filth   | 5:01 |
| 10. | Escape from Hellview                                              | CKY               | 3:43 |
| 11. | The Chauffeur (reprise de Duran Duran)                            | Deftones          | 5:24 |
| 12. | Join Me in Death                                                  | HIM               | 3:37 |
| 13. | Nemo                                                              | Nightwish         | 4:39 |
| 14. | Under a Killing Moon                                              | Thrice            | 2:42 |
| 15. | Bloodwork                                                         | 36 Crazyfists     | 3:13 |
| 16. | End of the World (version acoustique)                             | Cold              | 3:37 |
| 17. | Girl on Fire (Resident Renholder Mix)                             | Rob Zombie        | 5:11 |
| 18. | Future Proof                                                      | Massive Attack    | 5:39 |

N.B. : dans certains pays, la chanson no 13 est My Heartstrings Come Undone de Demon Hunter.

## Accueil

### Critique
Le film reçoit des critiques globalement négatives. Sur l'agrégateur américain Rotten Tomatoes, il ne récolte que 19% d'opinions favorables pour 133 critiques et une note moyenne de 3,80⁄10 avec comme consensus « Resident Evil: Apocalypse a beaucoup d'action, mais beaucoup moins d'intrigue et de créativité ». Sur Metacritic, il obtient une note moyenne de 35⁄100 pour 26 critiques.
En France, le film obtient une note moyenne de 2,5⁄5 sur le site AlloCiné, qui recense 15 titres de presse.

### Box-office
Avec près de 130 millions de dollars de recettes mondiales, Resident Evil: Apocalypse fait mieux que son prédécesseur, même s'il a couté un peu plus cher. Il est le second meilleur film de la saga sur le sol américain, juste après le quatrième volet Resident Evil: Afterlife (2010).
| Pays ou région    | Box-office      | Date d'arrêt du box-office | Nombre de semaines |
| ----------------- | --------------- | -------------------------- | ------------------ |
| États-Unis Canada | 51 201 453 $    | 4 novembre 2004            | 8                  |
| France            | 990 268 entrées |                            |                    |
| Total mondial     | 129 342 769 $   | -                          | -                  |

## Distinctions
Entre 2005 et 2009, Resident Evil: Apocalypse a été sélectionné 9 fois dans diverses catégories et a remporté 6 récompenses.

### Récompenses
- Prix Génie 2005 :
  - Prix Génie du Meilleur montage son décerné à Craig Henighan, Steve Baine, Stephen Barden, Tony Lewis, Jill Purdy et Nathan Robitaille.
  - Prix Bobine d'or décerné à Paul W. S. Anderson, Don Carmody et Jeremy Bolt.
- Prix SOCAN 2006 : Prix international de la musique de film décerné à Jeff Danna.
- Prix SOCAN 2007 : Prix international de la musique de film décerné à Jeff Danna.
- Prix SOCAN 2008 : Prix international de la musique de film décerné à Jeff Danna.
- Prix SOCAN 2009 : Prix international de la musique de film décerné à Jeff Danna.

### Nominations
- Académie des films de science-fiction, fantastique et d'horreur - Prix Saturn 2005 : Meilleur maquillage pour Paul Jones.
- Guilde canadienne des réalisateurs 2005 : Meilleur montage sonore dans un long métrage pour Kevin Banks, Stephen Barden, Joe Bracciale, Lee de Lang, Craig Henighan, Jill Purdy et Nathan Robitaille.
- Prix Génie 2005 : Meilleur son pour Dean Humphreys, Todd Beckett et David Lee.

## Commentaires

### Clin d'œil
Le teaser du film, parodiant les pubs de cosmétiques en vendant un produit nommé Renegerate, est une référence à la carrière de l'actrice principale Milla Jovovich en tant qu'égérie de L'Oréal. Aussi, durant le film, plusieurs références au teaser apparaissent : au début du film, lorsqu'Alice parle d'Umbrella Corporation, il est possible de voir un bref instant le clip publicitaire, et, au milieu du film, une affiche de Renegerate est visible sur un bus.

### Comparaisons avec les jeux vidéo
Resident Evil: Apocalypse reprend différents éléments du jeu tels que le personnage de Jill Valentine, le Nemesis, Carlos, Nicholai et le nom d'Ashford qui correspond à la famille d'un des fondateurs d'Umbrella. Ainsi nous pouvons remarquer les similitudes mais aussi des différences suivantes :
Les personnages :
- Jill Valentine a la même apparence physique, mais elle fume et a un caractère mal assuré. Dans le film, elle est une ex S.T.A.R.S qui connait la manière pour tuer les zombies mais il n'est pas expliqué comment elle en a la connaissance puisqu'elle n'a pas participé à l'opération dans le Hive.
- Nicholaï et Carlos n'ont que leur nom, mais sont tous deux des mercenaires d'Umbrella.
- La mission de Nicholaï et de Carlos était d'aider les forces de police de Raccoon City face aux zombies, cependant ce qui diffère avec le jeu est une trahison orchestrée par Nicholaï, trahison qui échoua et qui lui couta la vie
- Le nom d'Ashford, qui correspond à la famille d'un des fondateurs d'Umbrella, est utilisé.
- Le Nemesis est lui aussi fidèlement repris dans sa première forme avec son lance-roquettes, mais il possède en plus une grosse gatling. De plus, l'origine de Nemesis dans le jeu est floue tandis que dans le film, c'est l'un des protagonistes et survivant du premier film : Matt, qui a été transformé par les expériences d'Umbrella. Dans le film, il meurt après avoir été écrasé par un hélicoptère qu'il venait d'abattre après s'être retourné contre Umbrella alors que dans le jeu, il est tué par Jill Valentine après un énième combat avec elle.

Les événements :
- Les dobermans (cerbères) toujours bien reproduits
- La quarantaine et la destruction par une tête nucléaire de Raccoon City est bien lancée mais par Umbrella elle-même pour couvrir l'incident tandis que dans le jeu, c'est le gouvernement américain qui prend la décision de rayer la ville de la carte. De plus, à la fin du film, l'explication fournie par la firme et le gouvernement est l'explosion d'une centrale nucléaire toute proche alors que dans le jeu, c'est bien l'infection mise en cause mais la responsabilité d'Umbrella n'est pas complètement établie.
- Umbrella fait passer ses études, recherches et autres tests en priorité par rapport à la vie humaine.
- Et un petit clin d'œil à Resident Evil: Code Veronica lorsqu'Alice fait mine de se rendre devant des soldats d'Umbrella, lâche son arme pour la rattraper au dernier moment afin de se débarrasser d'eux. Nous retrouverons la même scène dans le jeu et sa cinématique de présentation.
- Un autre clin d'œil au jeu Resident Evil: Code Veronica est fait dans le film ; la scène où le personnage d'Alice court derrière une baie vitrée qui vole en éclats lorsqu'elle échappe à une fusillade est reprise directement de la même scène du jeu, où c'est le personnage de Claire Redfield qui est mis en scène.